# 빌리 뮤어
빌리 뮤어(Billy Mure, 본명: Sebastian Mure, 1915년 7월 7일 ~ 2013년 9월 25일)는 젊은 파퓰러 음악 애호가 사이에 인기가 높은 전기기타 주자이다. 뉴욕시에서 태어났으며 처음에는 바이올리니스트가 되려고 하였으나 기타를 배움과 동시에 그리니치 음악원에서 작곡법도 배웠다. 1950년대 중엽부터는 뉴욕의 WNEW 방송국에서 활약, 또한 히트곡을 무드 음악이나 댄스 음악에 편곡 연주한 레코드로 인기를 얻었다. 그리고 1955년부터는 영화음악도 작곡하였다.